# Apomys littoralis
Apomys littoralis is een knaagdier uit het geslacht Apomys dat voorkomt op de Filipijnse eilanden Biliran, Bohol, Leyte en Mindanao (provincies Lanao del Sur en Maguindanao). Uit Mindanao zijn slechts twee exemplaren bekend: het beschadigde juveniele holotype uit de kustvlakte van Maguindanao en een exemplaar uit Lanao del Sur (1400 m hoogte) dat provisioneel tot deze soort is gerekend. Op Biliran, Bohol en Leyte komen ze vooral voor in hooglandregenwoud; in laaglandgebieden is de soort zeldzaam. De buik van het holotype is vuilwit, de rug bruin, de voeten lichtbruin, de staart grijsbruin.
Volgens Steppan et al. (2003) is het holotype in feite een A. insignis, terwijl de populaties van Biliran, Bohol en Leyte een aparte, onbeschreven soort (A. sp.F) vertegenwoordigen. De status van het exemplaar uit Lanao del Sur is daarbij onduidelijk. Exemplaren uit Negros die eerder tot deze soort zijn gerekend zijn in feite A. sp.A.